# فیلمور (یوتا)
فیلمور (به انگلیسی: Fillmore) شهری در ایالت یوتا کشور ایالات متحده آمریکا است که جمعیت آن در سرشماری سال ۲۰۱۰ میلادی، ۲٬۴۳۵ نفر بوده‌است.